# NGC 2344
NGC 2344 este o radiogalaxie situată în constelația Linxul. A fost descoperită în 24 noiembrie 1886 de către Lewis A. Swift. Se află la o distanță de 17,2 megaparseci de Pământ.